# ミッシングマン・フォーメーション

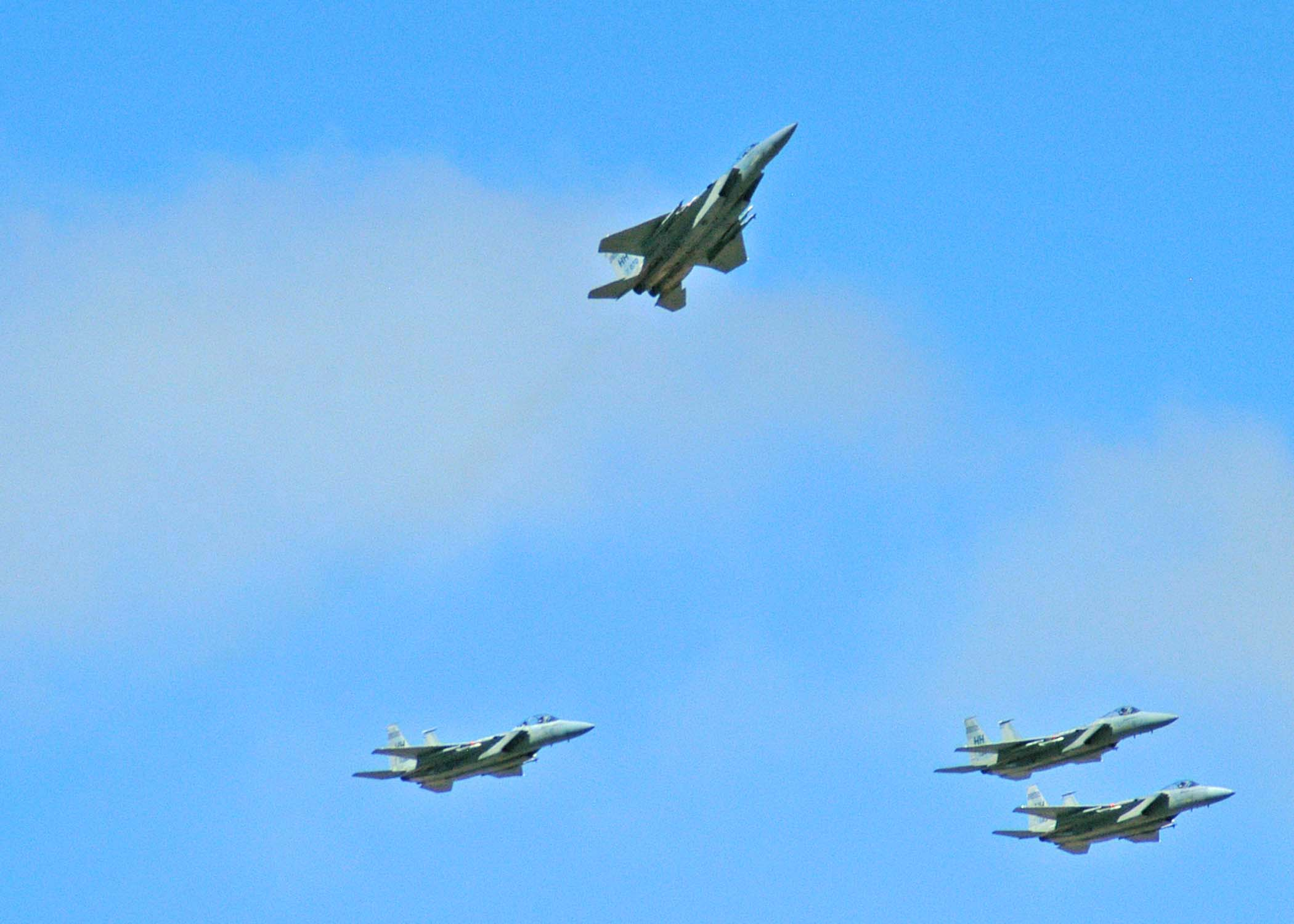
アメリカ空軍のF-15によるミッシングマン・フォーメーション

ミッシングマン・フォーメーション(Missing man formation)は、葬儀や追悼式典等の際に行われる弔意を示す儀礼としての編隊飛行。航空機は編隊飛行を行うが、本来、航空機が位置するべき場所の機体が欠けて、その場所が空いており、あるべき人物の不在を意味している。
主に戦死したパイロットや著名な軍人・政治家等に対して行われる。第一次世界大戦の頃から行われていたが、現在のような4機編隊の飛行が行われたのは、1931年のチャールズ・W・「スピード」・ホルマンの葬儀の際だと考えられている。

## 解説

フィンガー・フォー編隊におけるミッシングマン・フォーメーション。編隊リーダー(#1)、編隊リーダーのウイングマン(#2)、第2エレメントのウイングマン(#4)が飛行を続けていうが、第2エレメントのリーダー機(#3)は不在かすでに編隊より離れている。

ミッシングマン・フォーメーションの方法にはいくつかのバリエーションがあるが、アメリカ合衆国で最も一般的な方法はフィンガー・フォー編隊を基にしたものである。緩いV字型の編隊であり、先頭に編隊リーダーが立ち、左後方にウイングマン（僚機）が位置する。編隊リーダーの右後方に第2エレメントのリーダーとウイングマンが位置する。編隊は式典会場上空を機体がよく見えるように低く飛行するが、第2エレメントのリーダーは突然、編隊から上昇して離れる。しかし、残りの編隊は、視界から消えるまで水平飛行を継続する。
古いバリエーションでは、編隊飛行の際、第2エレメントのリーダーの位置が目立つように空いていたり.、別の方法では、日没近くに編隊は南側から飛行し、うち1機が西へ方向を変え、日没に向かって飛行するというものがあった。いずれの場合も、編隊からの上昇離脱や分離、編隊における欠落は亡くなった人や旅立ちを意味している。